# Moeletsi Mbeki

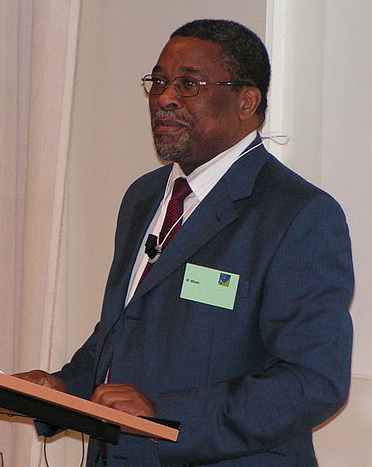
Mbeki in Leiden (2007)

Moeletsi Goduka Mbeki (* 9. November 1945 in Idutywa, Kapprovinz) ist ein südafrikanischer Medien-Manager und Wirtschaftsjournalist. Er ist der jüngere Bruder des früheren ANC- und Staatspräsidenten Thabo Mbeki und Sohn von Govan Mbeki, einem führenden Mitglied des African National Congress (ANC) und Weggefährte von Nelson Mandela und Walter Sisulu.

## Leben

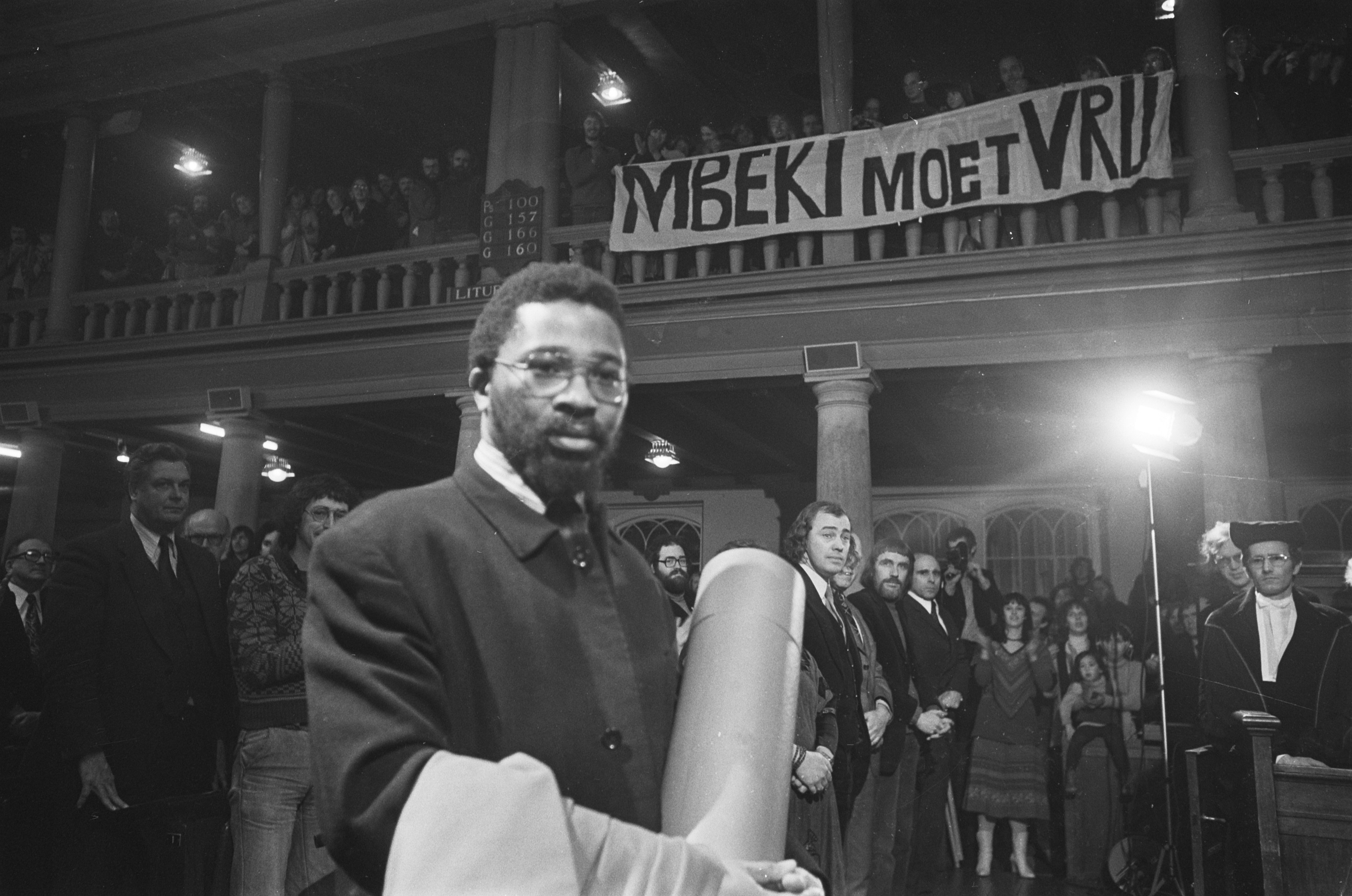
Moeletsi Mbeki in Amsterdam 1978

Moeletsi Mbeki, Angehöriger der Mfengu (Fingo), wurde 1944 oder 1945 als Sohn des politisch sehr engagierten Lehrerehepaars Epainette und Govan Mbeki (1910–2001) geboren. Sein Vater arbeitete auch als Journalist und war ein Führungsmitglied der South African Communist Party (SACP) und des ANC, die beide 1960 verboten wurden. 1964 wurde sein Vater im Rivonia-Prozess zu lebenslanger Haft verurteilt, die er bis zu seiner Freilassung im November 1987 auf Robben Island verbüßte. Nach der Verhaftung beider Eltern lebte er gemeinsam mit seinen beiden Brüdern und seiner Schwester bei Verwandten und Freunden. Er studierte an der University of Warwick und erlangte einen Masterabschluss in Ingenieurwissenschaften.
Zunächst arbeitete er als Journalist in Simbabwe, Algerien, Tansania, den USA und in Großbritannien. 1986/87 war er Öffentlichkeitsreferent des Gemeinsamen Marktes für das Östliche und Südliche Afrika. Seit 1990 ist er Medienberater des ANC und Pressechef des Congress of South African Trade Unions. Er ist stellvertretender Direktor des Südafrikanischen Instituts für Internationale Angelegenheiten (SAIIA).

## Journalistische Tätigkeit
Mbeki schreibt für den New Statesman. Er hat mehrere Bücher über die Politik des südlichen Afrikas veröffentlicht und gilt als politischer Beobachter Afrikas. 2008 kritisierte er das Treffen afrikanischer Staatschef der Afrikanischen Union mit Robert Mugabe als Zeichen des Zerfalls und der Unfähigkeit.
In 2009 stieß er mit seinem Buch Architects of Poverty: Why African Capitalism Needs Changing (Die Architekten der Armut) eine breite Debatte an. Darin beschreibt er, wie afrikanische Eliten ihre Staaten als Goldesel betrachten, sie den Lebensstil der Kolonialherren nacheifern, ein Leben in obszönem Luxus führen und dabei kein Verantwortungsgefühl für ihre Länder hätten und sich nicht für deren Entwicklung interessieren. Die Folge sei eine Vernachlässigung des Wohlergehens der Bevölkerung, die mit Korruption, Kapitalflucht und letztlich einem brutalen Vorgehen gegen kritische Stimmen verbunden sei. Er warnt vor den „parasitären politischen Eliten“, die allmählich auch dem demokratischen Vorbild Südafrika an die Substanz gingen.
Mbeki steht der Politik des Broad-Based Black Economic Empowerment des ANC sehr kritisch gegenüber und sieht sie als ein Geistesprodukt des weißen Kapitals, das nur eine kleine Klasse schwarzer Kapitalisten fördere. Er zeichnet deutlich die Gefährlichkeit des falschen politischen Handels, dass den größten Teil der Bevölkerung weiterhin arm und eine kleine neue schwarze Elite unvorstellbar reich mache. Bei einer Rede vor dem Kapstädter Presseclub zur Krise der südafrikanischen Führung im Juli 2011 attestierte Mbeki dem ANC, nicht mehr für die Zukunft des Landes zuständig zu sein, und nannte Jacob Zuma und Julius Malema eine „Sing- und Tanzbrigade“. Am nächsten Tag ließ Zuma eine Erklärung veröffentlichen, in der von gegenstandslosen und enttäuschenden Unterstellungen die Rede war, die von einer tiefen Verbitterung zeugen würden. Zumas Sprecher und ein Sprecher des ANC bescheinigten Mbeki mangelnden Respekt, Frechheit und Unehrlichkeit.
Im September 2011 forderte Mbeki die Demokratische Allianz bei einer Rede auf, Julius Malema und die ANC Youth League (ANCYL) in ihrer Forderung nach ökonomischer Freiheit zu unterstützen. Nach dem Ausschluss von Malema aus dem ANC und dem Widerstand der ANCYL im November 2011 unterstützte Mbeki den Präsidenten der Jugendliga; er sprach davon, dass Malema die richtigen Fragen stelle, und prangerte den verschwenderischen Lebensstil führender südafrikanischer Politiker an.
2011 publizierte er „Advocates for Change“ (Anwälte des Wandels), dessen Umsetzung von der Hanns-Seidel-Stiftung unterstützt wurde, in dem er konkrete Lösungsansätze aufzeichnete.

## Werke
- Moeletsi Mbeki: Architects of Poverty: Why African Capitalism Needs Changing. Central Books, 2009, ISBN 1-77010-161-6.
- Moeletsi Mbeki: Advocates for change: How to overcome Africa’s challenges. Picador Africa, 2011, ISBN 978-1-77010-120-3.